# Prince Fielder
Prince Semien Fielder (* 9. Mai 1984 in Ontario, Kalifornien) ist ein ehemaliger US-amerikanischer Baseballspieler in der Major League Baseball (MLB). Sein Debütspiel bestritt er am 13. Juni 2005 für die Milwaukee Brewers. Seine Verteidigungsposition war die des First Basemans.
Er erhielt dreimal den Silver Slugger Award.

## Vereine
Fielder spielte seit 2005 in folgenden Baseball-Clubs (Saisons):
- von 2005 bis 2011 bei den Milwaukee Brewers (Trikot-Nummer 28)
- von 2012 bis 2013 bei den Detroit Tigers (Nummer 28)
- von 2013 bis zum jetzigen Zeitpunkt bei den Texas Rangers (Nummer 84)

## Gehalt
Fielders Gehalt seit 2005 (inbegriffen 144 Millionen USD für die Verpflichtung von 2015 bis 2020) beläuft sich bisher auf 248.914.500 USD.